# Demografia Serbiei
Serbia este populată în majoritate de sârbi. Minoritățile semnificative îi includ pe albanezi (care sunt majoritari în Kosovo), unguri, bosniaci, țigani, croați, slovaci, bulgari, români (întâlniți în special în Voivodina și în Valea Timocului, dar și în Kosovo, unde se află o minoritate aromână), etc. Serbia este constituită din trei teritorii: provincia Kosovo, provincia Voievodina și Serbia Centrală. Cele două provincii au o mare diversitate etnică, ca urmare a ocupației Otomane în sud și a imperiului Austro-ungar în nord. 
Voievodia este ce mai dezvoltată regiune în ce privește dezvoltarea economică și ce mai diversificată din Europa din punct de vedere etnic, găzduind peste 25 de comunități etnice.

## Compoziția etnică a Serbiei și Voievodinei (2002)

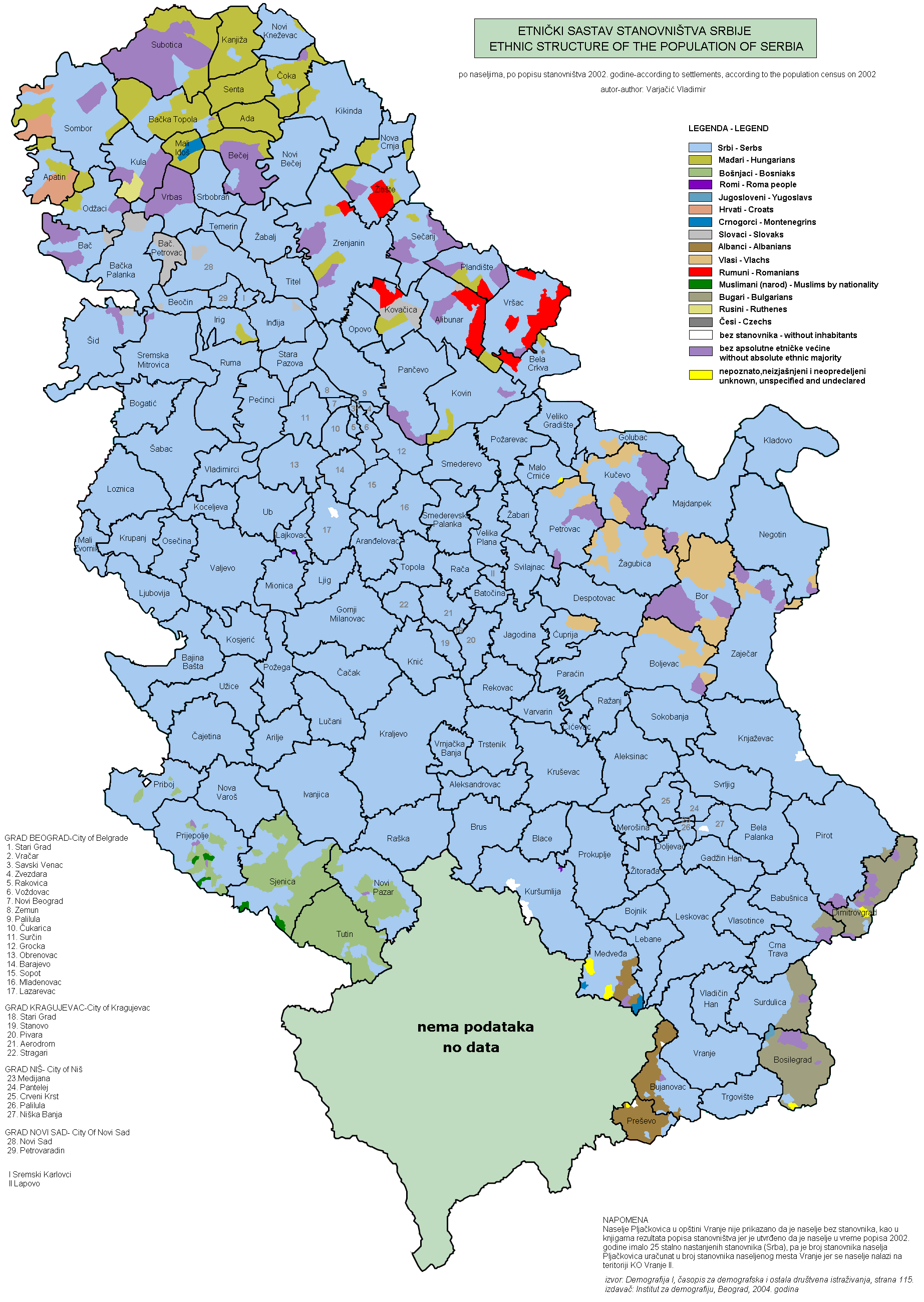
Harta etnică a Serbiei, după date locale

## Recensământul din 1991
| \| Serbia (inclusiv Kosovo) în 1991 \| Serbia (inclusiv Kosovo) în 1991 \| Serbia (inclusiv Kosovo) în 1991 \| Serbia (inclusiv Kosovo) în 1991 \| Serbia (inclusiv Kosovo) în 1991 \| \| -------------------------------- \| -------------------------------- \| -------------------------------- \| -------------------------------- \| -------------------------------- \| \| \| \| \| \| \| \| sârbi \| sârbi \| \| 66% \| 66% \| \| albanezi \| albanezi \| \| 17% \| 17% \| \| unguri \| unguri \| \| 3.5% \| 3.5% \| \| alte \| alte \| \| 13.5% \| 13.5% \| |          |  |       |       |
| Serbia (inclusiv Kosovo) în 1991 |          |  |       |       |
| |          |  |       |       |
| sârbi | sârbi    |  | 66%   | 66%   |
| albanezi | albanezi |  | 17%   | 17%   |
| unguri | unguri   |  | 3.5%  | 3.5%  |
| alte | alte     |  | 13.5% | 13.5% |

## Recensământul din 2002
| \| Serbia (fără Kosovo) în 2002 \| Serbia (fără Kosovo) în 2002 \| Serbia (fără Kosovo) în 2002 \| Serbia (fără Kosovo) în 2002 \| Serbia (fără Kosovo) în 2002 \| \| ---------------------------- \| ---------------------------- \| ---------------------------- \| ---------------------------- \| ---------------------------- \| \| \| \| \| \| \| \| sârbi \| sârbi \| \| 82.86% \| 82.86% \| \| unguri \| unguri \| \| 3.91% \| 3.91% \| \| bosniaci \| bosniaci \| \| 1.82% \| 1.82% \| \| țigani \| țigani \| \| 1.44% \| 1.44% \| \| iugoslavi \| iugoslavi \| \| 1.08% \| 1.08% \| \| alte \| alte \| \| 9.79% \| 9.79% \| |           |  |        |        |
| Serbia (fără Kosovo) în 2002 |           |  |        |        |
| |           |  |        |        |
| sârbi | sârbi     |  | 82.86% | 82.86% |
| unguri | unguri    |  | 3.91%  | 3.91%  |
| bosniaci | bosniaci  |  | 1.82%  | 1.82%  |
| țigani | țigani    |  | 1.44%  | 1.44%  |
| iugoslavi | iugoslavi |  | 1.08%  | 1.08%  |
| alte | alte      |  | 9.79%  | 9.79%  |

| \| Serbia centrală (fără Kosovo și Voievodina) în 2002 \| Serbia centrală (fără Kosovo și Voievodina) în 2002 \| Serbia centrală (fără Kosovo și Voievodina) în 2002 \| Serbia centrală (fără Kosovo și Voievodina) în 2002 \| Serbia centrală (fără Kosovo și Voievodina) în 2002 \| \| --------------------------------------------------- \| --------------------------------------------------- \| --------------------------------------------------- \| --------------------------------------------------- \| --------------------------------------------------- \| \| \| \| \| \| \| \| sârbi \| sârbi \| \| 89.48% \| 89.48% \| \| bosniaci \| bosniaci \| \| 2.48% \| 2.48% \| \| țigani \| țigani \| \| 1.45% \| 1.45% \| \| albanezi \| albanezi \| \| 1.10% \| 1.10% \| \| alte \| alte \| \| 5.49% \| 5.49% \| |          |  |        |        |
| Serbia centrală (fără Kosovo și Voievodina) în 2002 |          |  |        |        |
| |          |  |        |        |
| sârbi | sârbi    |  | 89.48% | 89.48% |
| bosniaci | bosniaci |  | 2.48%  | 2.48%  |
| țigani | țigani   |  | 1.45%  | 1.45%  |
| albanezi | albanezi |  | 1.10%  | 1.10%  |
| alte | alte     |  | 5.49%  | 5.49%  |

| \| Voievodina în 2002 \| Voievodina în 2002 \| Voievodina în 2002 \| Voievodina în 2002 \| Voievodina în 2002 \| \| ------------------ \| ------------------ \| ------------------ \| ------------------ \| ------------------ \| \| \| \| \| \| \| \| sârbi \| sârbi \| \| 65.05% \| 65.05% \| \| unguri \| unguri \| \| 14.28% \| 14.28% \| \| slovaci \| slovaci \| \| 2.79% \| 2.79% \| \| croați \| croați \| \| 2.78% \| 2.78% \| \| iugoslavi \| iugoslavi \| \| 2.45% \| 2.45% \| \| montenegrini \| montenegrini \| \| 1.75% \| 1.75% \| \| români \| români \| \| 1.50% \| 1.50% \| \| țigani \| țigani \| \| 1.43% \| 1.43% \| \| alte \| alte \| \| 7.97% \| 7.97% \| |              |  |        |        |
| Voievodina în 2002 |              |  |        |        |
| |              |  |        |        |
| sârbi | sârbi        |  | 65.05% | 65.05% |
| unguri | unguri       |  | 14.28% | 14.28% |
| slovaci | slovaci      |  | 2.79%  | 2.79%  |
| croați | croați       |  | 2.78%  | 2.78%  |
| iugoslavi | iugoslavi    |  | 2.45%  | 2.45%  |
| montenegrini | montenegrini |  | 1.75%  | 1.75%  |
| români | români       |  | 1.50%  | 1.50%  |
| țigani | țigani       |  | 1.43%  | 1.43%  |
| alte | alte         |  | 7.97%  | 7.97%  |

| \| Kosovo (estimare din 2000) \| Kosovo (estimare din 2000) \| Kosovo (estimare din 2000) \| Kosovo (estimare din 2000) \| Kosovo (estimare din 2000) \| \| -------------------------- \| -------------------------- \| -------------------------- \| -------------------------- \| -------------------------- \| \| \| \| \| \| \| \| albanezi \| albanezi \| \| 88% \| 88% \| \| sârbi \| sârbi \| \| 7% \| 7% \| \| musulmani de origine slavă \| musulmani de origine slavă \| \| 3% \| 3% \| \| țigani \| țigani \| \| 2% \| 2% \| \| turci \| turci \| \| 1% \| 1% \| |                            |  |     |     |
| Kosovo (estimare din 2000) |                            |  |     |     |
| |                            |  |     |     |
| albanezi | albanezi                   |  | 88% | 88% |
| sârbi | sârbi                      |  | 7%  | 7%  |
| musulmani de origine slavă | musulmani de origine slavă |  | 3%  | 3%  |
| țigani | țigani                     |  | 2%  | 2%  |
| turci | turci                      |  | 1%  | 1%  |

## Compoziția etnică a Serbiei și Voievodinei (2002)[1]

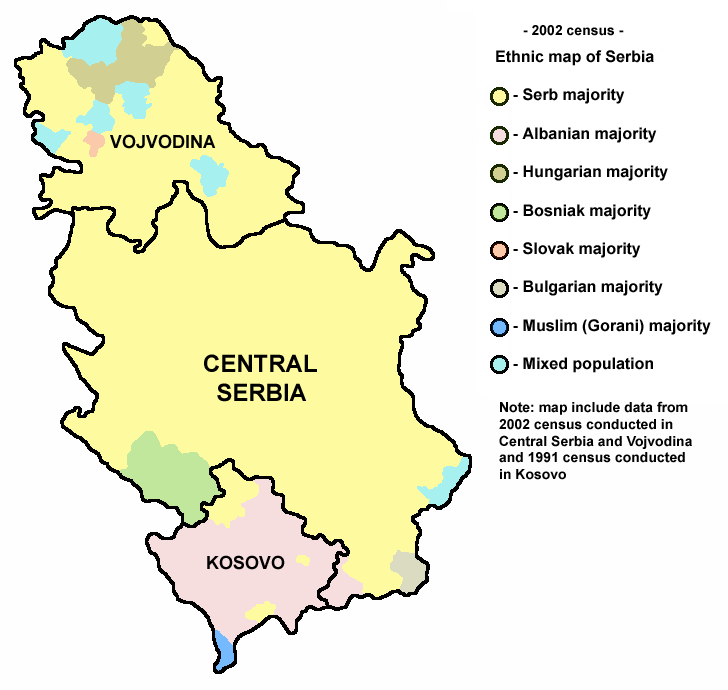
Harta etnică a Serbiei, după date municipale.
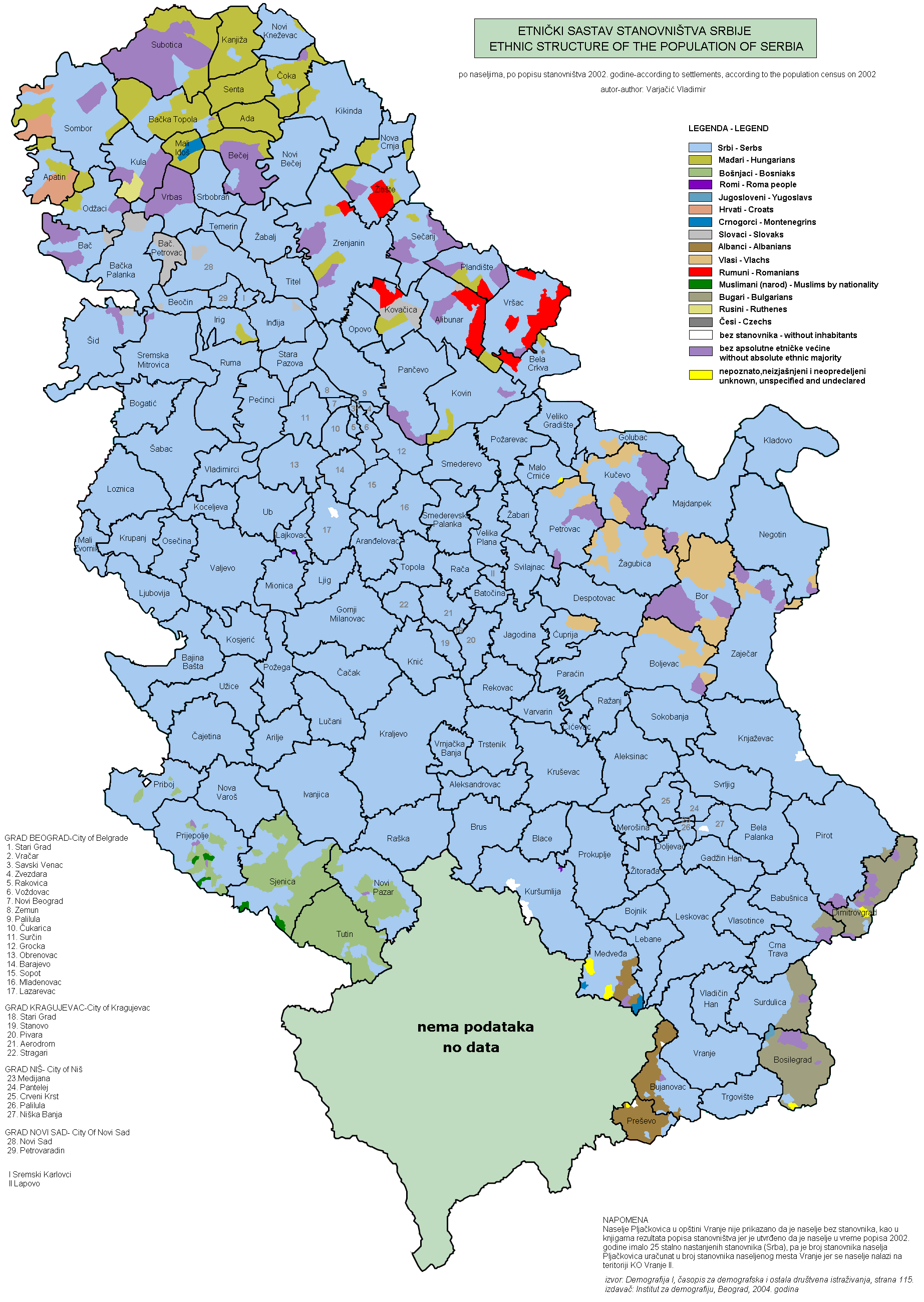
Harta etnică a Serbiei din anul 2002, după date locale.

## Date demografice de la CIA: World Factbook
Populația:
9.396.411 (2002)

Vârstă medie:

total: 40,4 ani

bărbați: 39,1 ani

femei: 41,7 ani

Speranța de viață la naștere:

total:
74 ani

bărbați:
71 ani

femei:
76 ani(estimare 2000)
Rata fertilității:
1.78 nou născuți/femeie (est. 2006)
Religii:
Ortodoxă, Musulmană, Romano-Catolică, Protestantă
Limbi:
sârbă. În Voievodina: română, maghiară, slovacă, ucraineană, și în Kosovo croată, albaneză.

Alfabetizare:

definiție:
cei peste 15 ani știu să scrie și să citească

total:
96.4% 

bărbați:
98.9%

femei:
94.1% (est. 2002)

## Legături externe

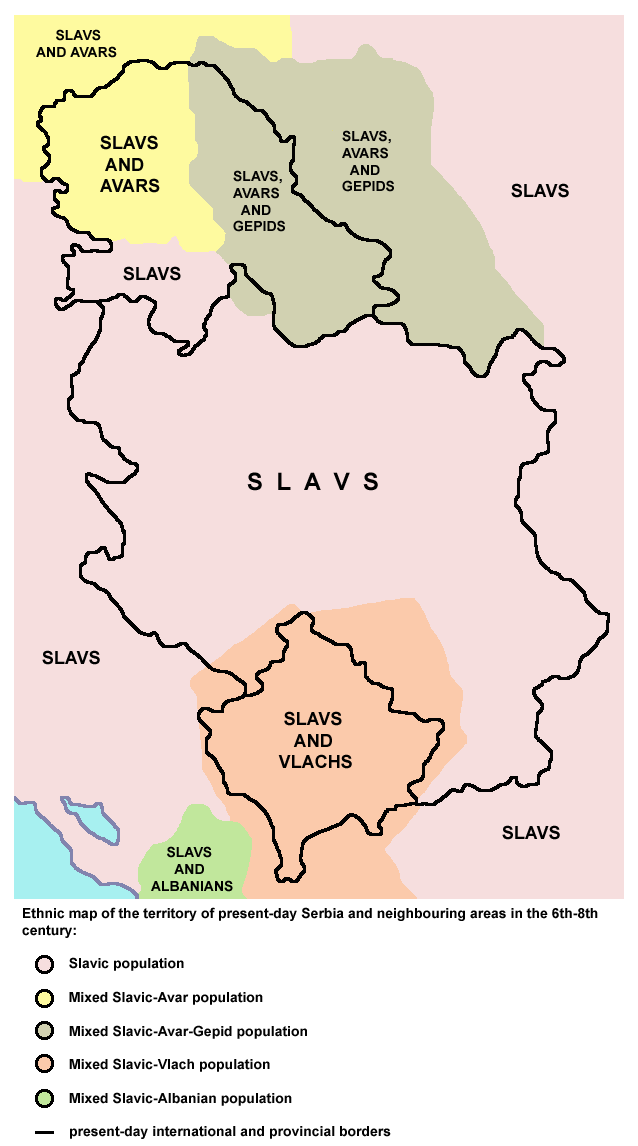
Harta etnică a Serbiei între sec. 5-7
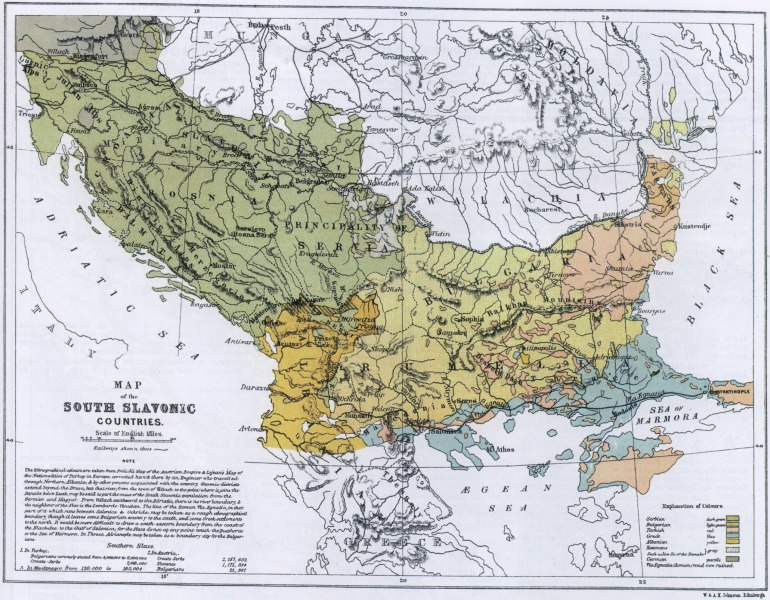
1867
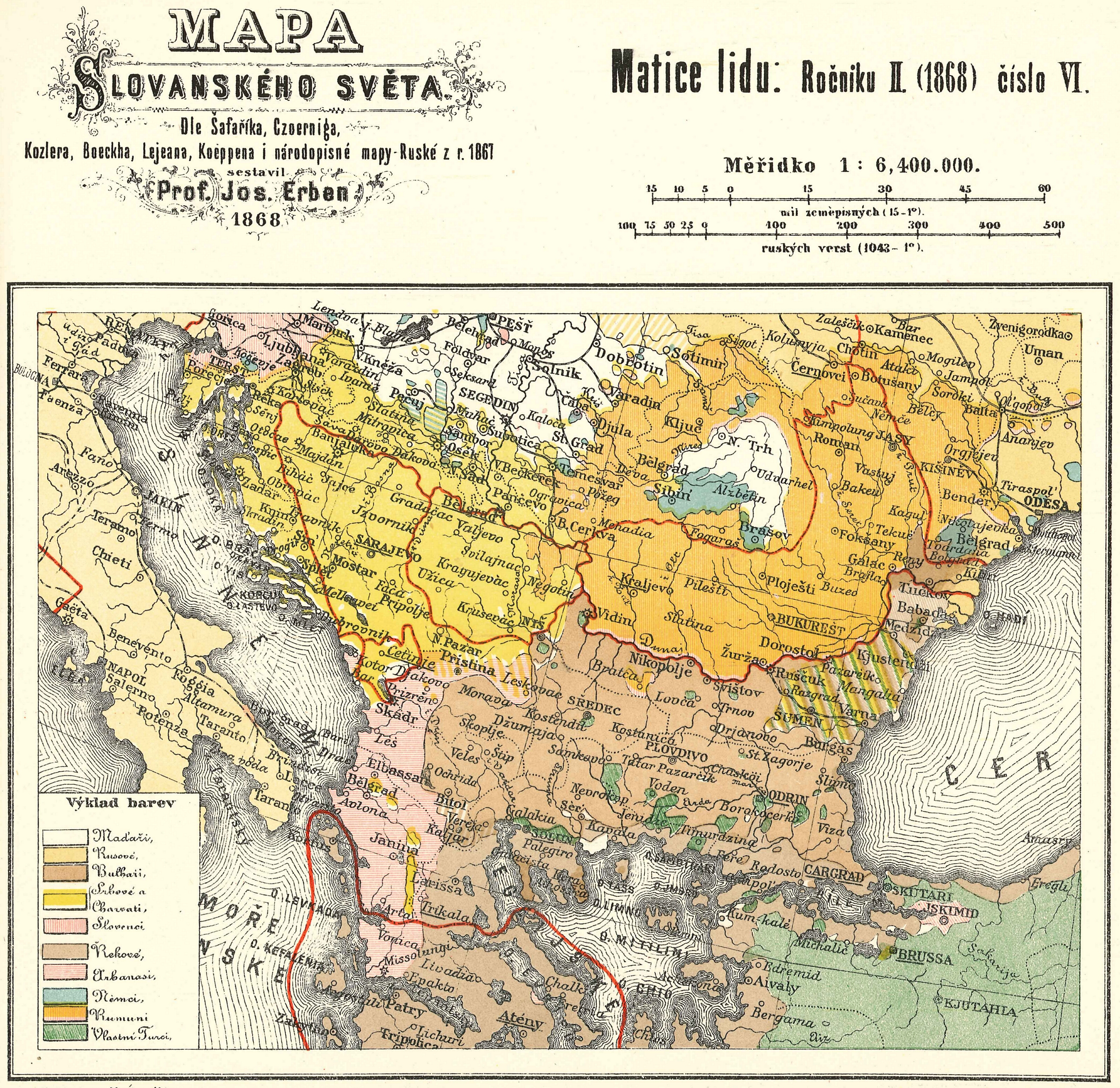
1868
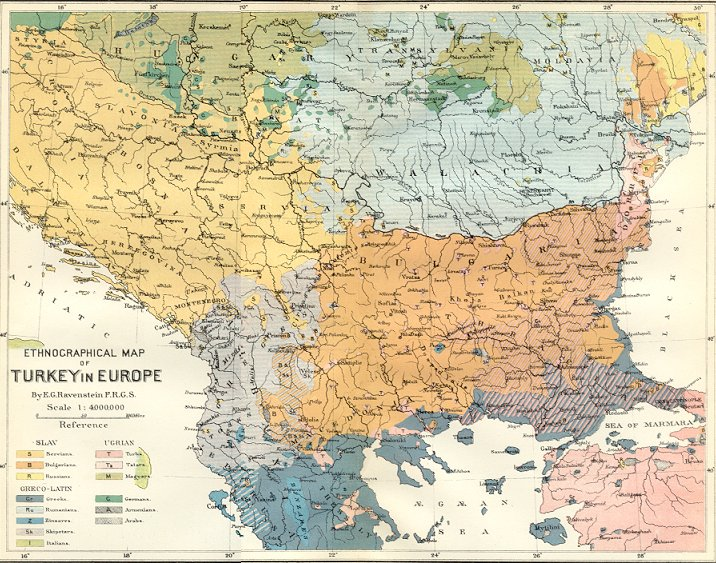
1880
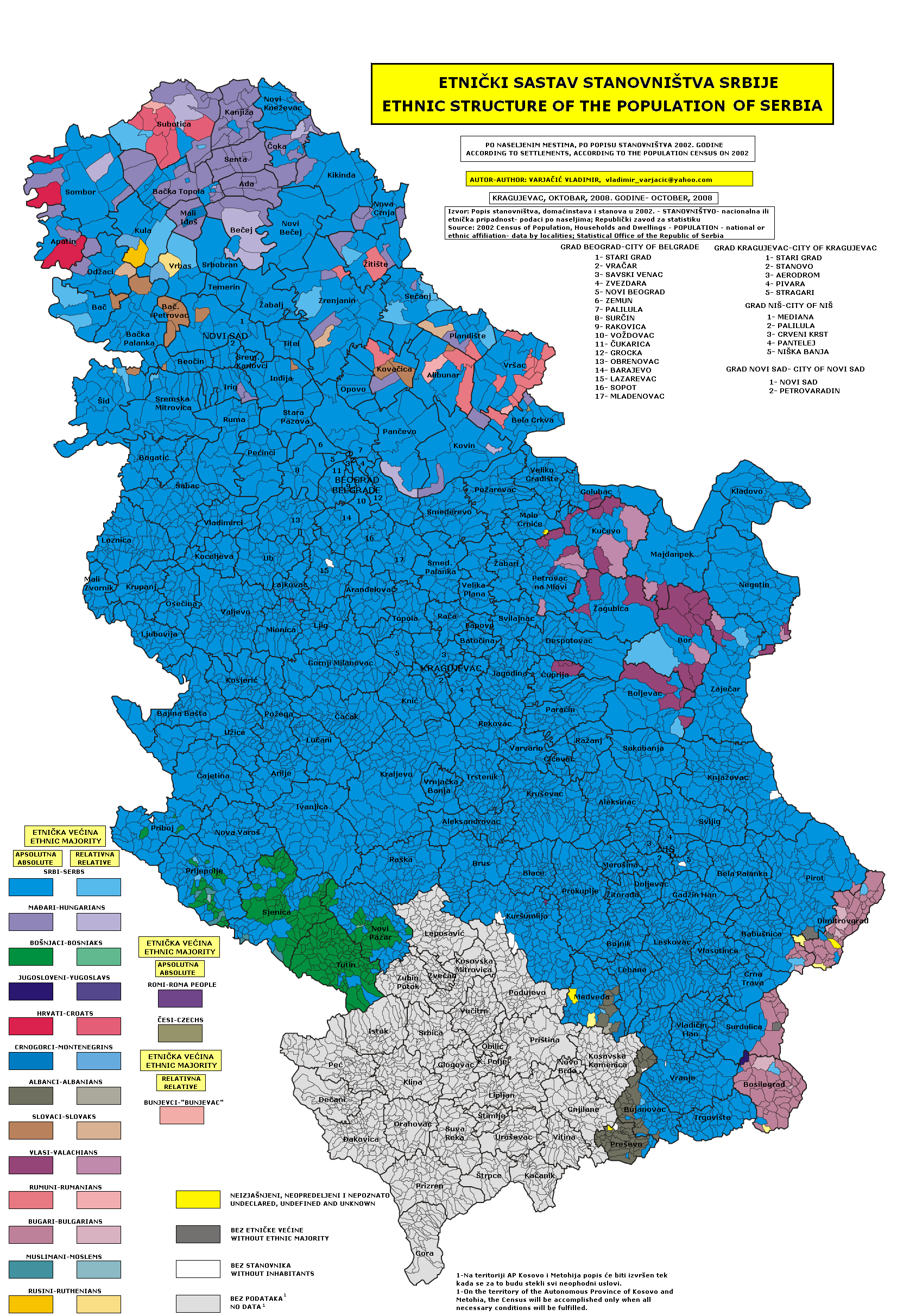
2002